# Knajpa upadłych morderców
Knajpa upadłych morderców – drugi solowy album polskiego rapera Hukosa. Został wydany 27 kwietnia 2012 roku nakładem wytwórni Step Records. Płyta składa się z 17 utworów. Za produkcję odpowiadali Nikon, Donatan, Chmurok, Sebakk, DJ Creon, Qciek, Soddy, Szatt, DonDe, Złote Twarze, L Pro, Marek Kubik, Me?Howi Kixnare; skrecze wykonali DJ Gondek, DJ Fejm i DJ Perc. W ostatnim utworze można usłyszeć partie saksofonu, które wykonał Przemysław Wojsław. Gośćmi zostali między innymi Chada, Te-Tris, Ten Typ Mes, Pih czy Cira. Kompozycja była promowana singlami „Nasz 95”, „Fakty i mity” i „Z nami nie byli” w którym wystąpili Młody M, i wcześniej wymieniony Tomasz Chada. Do tych piosenek powstały teledyski.

## Lista utworów
Źródło.
1. „Intro (Upadli mordercy)” (produkcja: Nikon)
2. „Rewolucja nadeszła” (produkcja: Donatan, gościnnie: Kisiel, Jopel)
3. „To idzie w miasto” (produkcja: Chmurok)
4. „Miastokoloromania” (produkcja: Sebakk, gościnnie: Poszwixxx, Cira, Jarecki)
5. „Ponad tym” (produkcja: Donatan)
6. „Ballada o nas samych” (produkcja: Dj Creon, gościnnie: Pih)
7. „Nasz 95” (produkcja: Qciek)
8. „Niech kamienie przemówią” (produkcja: Soddy, gościnnie: Te-Tris)
9. „Fakty i mity” (produkcja: Qciek)
10. „Jasna strona Marsa?” (produkcja: Szatt)
11. „Gdziekolwiek byś szedł” (produkcja: DonDe, gościnnie: Bezczel, Ede)
12. „Ciemna strona Wenus” (produkcja: Złote Twarze, gościnnie: Kasia Kubik)
13. „Z nami nie byli” (produkcja: L-Pro, gościnnie: Młody M, Chada)
14. „Ludzie w chmurach” (produkcja: Marek Kubik)
15. „Zła karma” (produkcja: Donatan, gościnnie: Ten Typ Mes)
16. „Outro (Knajpa)” (produkcja: Me?How?)
17. „Wszystko płynie” (produkcja: Kixnare, gościnnie: Zeus, Cira)